# Saint-Domet
Saint-Domet é uma comuna francesa na região administrativa da Nova Aquitânia, no departamento de Creuse. Estende-se por uma área de 15,33 km². Em 2010 a comuna tinha 173 habitantes (densidade: 11,3 hab./km²).